# Caspar Royko

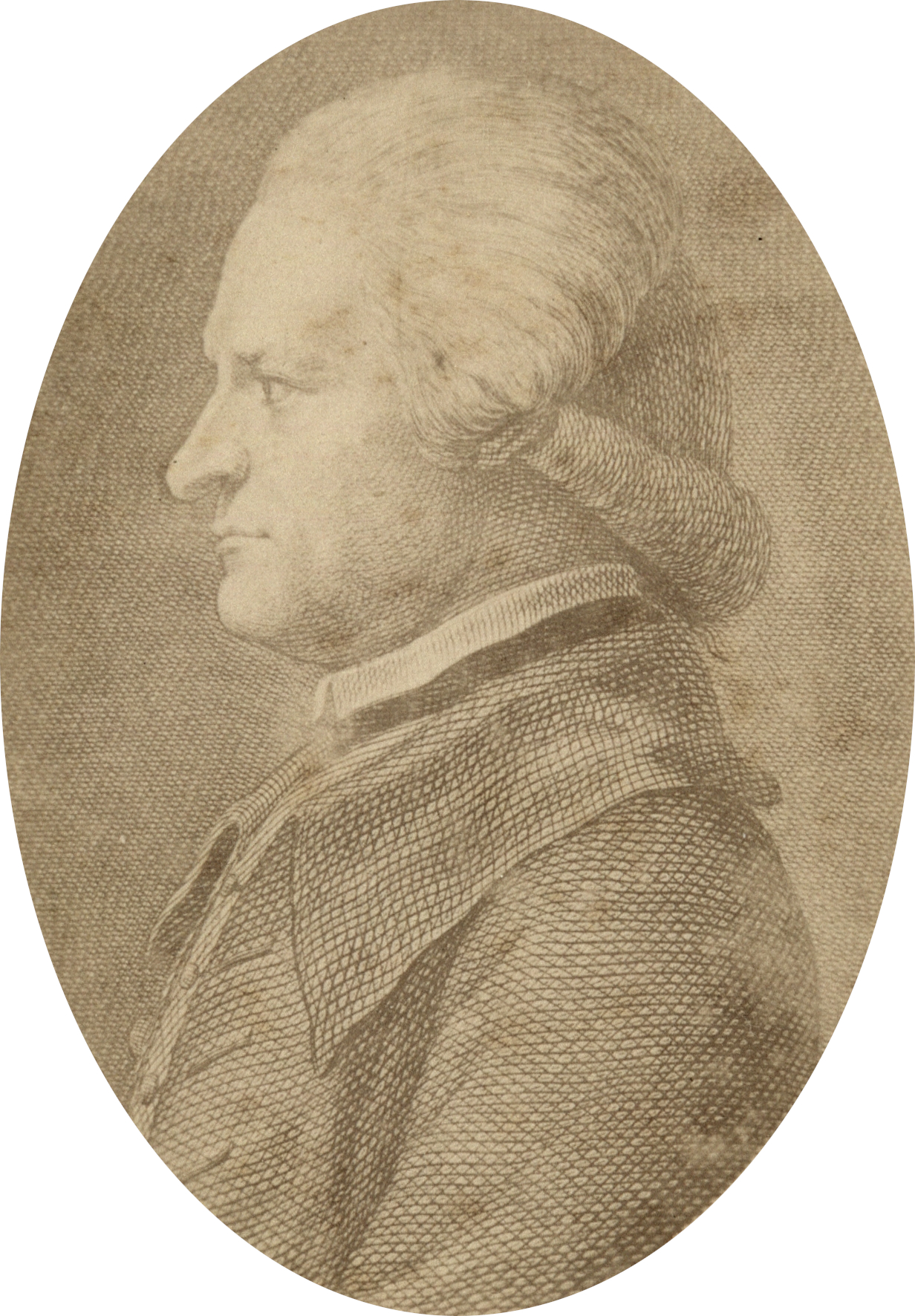
Caspar Royko

Caspar Royko, auch Kašpar Royko und Gašpar Rojko (* 1. Januar 1744 in Mettau bei St. Peter, Herzogtum Steiermark, heute Metava, Slowenien; † 20. April 1819 in Prag) war ein steiermärkischer römisch-katholischer Geistlicher, Theologe und Hochschullehrer. Er gilt als „einer der bedeutendsten und zugleich radikalsten Aufklärer in Österreich“.

## Leben
Royko wurde auf dem elterlichen Landgut bei Marburg (heute in Slowenien) geboren und erhielt in Marburg die erste Schulbildung. Seine Universitätsstudien begann er an der Universität Graz, 1763 wechselte er zum Studium der Rechtswissenschaft an die Universität Wien. Dort legte er seinen Schwerpunkt auf Kirchen- und Naturrecht bei Paul Joseph von Riegger und Karl Anton von Martini. Er kehrte später zurück an die Universität in Graz, an der er nun die Theologie studierte und zum Dr. theol. promoviert wurde. Schließlich empfing er 1766 die Priesterweihe. Es schloss sich zunächst eine Zeit als Seelsorger in Zellnitz und Witschein an.
Royko kehrte 1773 wieder an die Grazer Universität zurück. Dort nahm er einen Ruf auf die Professur für Logik, Metaphysik und Ethik an der philosophischen Fakultät an. Bereits ein Jahr darauf, 1774, wechselte er als ordentlicher Professor für Kirchengeschichte an die theologische Fakultät. Er wurde 1777 zudem zum Direktor des Grazer Seminars ernannt. Dort war unter anderem Johann Ritter von Kalchberg sein Schüler.
Royko ging, nachdem 1782 die Grazer Universität in ein Lyzeum umgewandelt wurde, an die Karls-Universität in Prag. Dort bekam er den Lehrstuhl für Kirchengeschichte übertragen. Im Studienjahr 1790/1791 wurde er zum Dekan der Theologischen Fakultät gewählt, im Studienjahr 1797/1798 zum Rektor der Universität. Seine aufklärerischen und kritischen Vorlesungen erfreuten sich großen Zulaufs. Die ersten beiden Bände seiner Geschichte der großen allgemeinen Kirchenversammlung zu Kostnitz wurden allerdings von der Kirche auf den Index Librorum Prohibitorum gesetzt. In dieser Darstellung bestritt Royko die kirchliche Lehre von der Unfehlbarkeit der Konzilien, vertrat ein episkopalistisches Kirchenmodell und plädierte für eine dogmatische Rehabilitation von Johannes Hus.
Royko war bereits 1791 durch den Kaiser zum Gubernialrat und Referent in geistlichen Angelegenheiten ernannt worden und trat danach aktiv in der Staatskirchenpolitik Böhmens auf. 1794 wurde er mit kaiserlichem Dekret als Prälat mit der Leitung der Stiftmessen-Adjustierungskommission in Böhmen betraut. 1807 verließ er alle bisherigen Ämter und ging in den Ruhestand. Er wurde darauf am 28. Juli des Jahres zum Kanoniker am Kollegiatstift der Allerheiligenkirche ernannt.

## Werke (Auswahl)
- Geschichte der großen allgemeinen Kirchenversammlung zu Kostnitz, 4 Bände, Prag und Graz 1781–1785.
- Synopsis historiae Religionis, Prag 1785.
- Einleitung zur christlichen Religions- und Kirchengeschichte, Diesbach, Prag 1788.
- Geistliche Religions- und Kirchengeschichte, 4 Bände, Widtmann, Prag 1789–1795.